# Prästtjärnen (Selångers socken, Medelpad)
Prästtjärnen är en sjö i Sundsvalls kommun i Medelpad och ingår i Selångersåns huvudavrinningsområde.
Sjön är, tillsammans med Sundsvallsfjärden, Norrfjärden, Prästviken och Bergsåkerstjärnen, fragment som återstår av det som historiskt har varit en havsvik in till Selångers socken.